# أنكمومايس
أنكمومايس (باللاتينية: Anchomomys) هي جنس من أدبيات الشكل الرئيسة، التي عاشت في أفريقيا وأوروبا في العصر الإيوسيني المُتوسط.